# Мі-2
Мі-2 (кодове ім'я НАТО — англ. Hoplite) — радянський багатоцільовий гелікоптер, розроблений ОКБ М. Л. Міля на початку 1960-х років. Широко застосовують для виконання різноманітних цивільних і військових завдань.
Мі-2 має суцільнометалеву конструкцію. Силова установка розташована у великій надбудові над фюзеляжем вертольота — так званому «кабані» (від фр. cabane — курінь). Спереду триступінчатого головного редуктора розташовані два двигуни ГТД-350, а зверху — вентилятор, що охолоджує маслорадіатор і головний редуктор.
У салоні вертольота можуть розміститися вісім пасажирів.

## Історія
- Наприкінці 1950-х в армії і народному господарстві СРСР досить широко застосовували легкий вертоліт Мі-1. Він був оснащений поршневим двигуном АІ-26В, який вже не відповідав вимогам часу.

- В 1965 році було розпочато серійне виробництво в Польщі. Побудовано понад 5400 одиниць. Навіть в XXI ст. Мі-2 бере участь в тендері[1], поряд зі своїми новішими і досконалішими наступниками.

- У травні 2014 року українське запорізьке підприємство «Мотор-Січ» домовилося з польським виробником гвинтокрилів PZL Swidnik за спільне виробництво Мі-2 та Sokol у Польщі для військових потреб[2].

- 7 липня 2014 року в Україні (м. Запоріжжя і м. Вінниця) на АТ «Мотор Січ» виготовили модернізовану модель вертольота Мі-2 під назвою МСБ-2, її модифіковано з метою підвищення технічних характеристик (авіоніка + двигун) та передано його у активну експлуатацію. Тепер новий двигун цього вертольота має 460 кінських сил, швидкість — 250 км на годину, покращені показники шуму й паливної економічності на висоті, здатність до вантажопідйомності підвищена, без ремонту може обходитися тепер мінімум 12 років. Тепер наново використовуватиметься як пасажирський, навчальний, транспортно-санітарний, сільськогосподарський, зв'язковий, патрульний, рятувально-транспортний засіб[3].

- 28 листопада 2014 року — українські військові провели заводські випробування модернізованого вертольоту Мі-2[4].

## Експлуатація
На даний момент сотні вертольотів Мі-2 знаходяться в постійній експлуатації більш ніж у двох десятках країн. Вертольоти успішно застосовували як у цивільних, так і у військових цілях і довгі роки складали основу легкої гвинтокрилої авіації в «Аерофлоті» та збройних силах СРСР і РФ.
В «Аерофлоті» Мі-2 стали отримувати реєстраційні номери в серіях 14, 15, 20 і 23 (наприклад, СРСР-14089, -15207, -20320 і -23309), але були і вертольоти з номерами в серії 81500. У зв'язку з розпадом СРСР і значним обмеженням озброєнь Мі-2, що знаходяться у ВПС, стали переводити в цивільну авіацію і до приватних власників. Після 1973 року початкові червоно-біло-сіра і зелено-біла колірні розмальовки були замінені на синьо-біло-сіру за новим єдиногим стандартом «Аерофлоту». Мі-2, що літали на Крайній Півночі і Далекому Сході, були пофарбовані в оранжево-синій колір для більшої помітності на тлі снігу та льоду у разі вимушеної посадки.
Мі-2 можна застосовувати як в сільськогосподарських цілях (для обприскування і запилення лісових і сільськогосподарських угідь), так і для вантажопасажирських перевезень. Існують також пошуково-рятувальний і полярний варіанти — на них встановлено радіотехнічне і навігаційне обладнання для роботи в складних метеоумовах. Спеціально для спецслужб створений патрульний варіант, він використовується для обльоту кордонів і оснащений гучномовцем.
У морській авіації Мі-2 застосовували на криголамах для розвідки льодової обстановки, а також для зв'язку між кораблями.
Крім того, на базі Мі-2 існують вертольоти вогневої підтримки та вертольоти палубного базування.
Завдяки перепродажам Мі-2 опинилися в різних країнах, таким чином, його стали застосовувати в Алжирі, Джибуті, Туреччині, Венесуелі і т. д. Наймасовішою модифікацією була вантажопасажирська, але використовувалися й інші. В 1974-му Чехословаччина придбала Мі-2 зі спеціальним обладнанням для контролю дорожнього руху. У Болгарії Мі-2, оснащені радіолокаційним обладнанням, застосовували для контролю за забрудненням акваторії Чорного моря. Також широке поширення одержав сільськогосподарський варіант, його використовували у СРСР, Польщі, Угорщини, НДР, Іраку, Ірані, Югославії і Лівані.
Крім цього, починаючи з 1978 року, Мі-2 бере участь на чемпіонатах світу з вертолітного спорту, включаючи чемпіонат 2005 року, який  пройшов у Франції.
У 2006 році 12 вертольотів Мі-2 було доставлено до Іраку для потреб сільського господарства (розпилення пестицидів над полями). За два тижні екіпажі цих вертольотів змогли розпорошити пестициди на площі понад 28 000 га.
Як експонати вертольоти Мі-2 різних варіантів знаходяться в музеях у Москві, Моніно, Ульяновську, Мінеральних Водах, Києві, Котбусі та ін. Як пам'ятники, Мі-2 встановлені в Кургані, Санкт-Петербурзі, Воркуті, Москві, Якутську, Нижньовартовську, Тольятті (піонер-табір «Зірочка»), а так само в м. Бузулуке (Оренбурзька обл.) на аеродромі ДОСААФ.

## Бойове застосування
Мі-2 застосовувався і як бойовий вертоліт, наприклад під час арабо-ізраїльської війни 1973 року, трохи застосовували в війні в Афганістані, збройному конфлікті Перу з Еквадором 1995 р., збройними силами Джибуті проти сепаратистів, проти наркомафії в Перу, Мексиці, М'янмі, проти морських піратів у Індонезії. В 1986 році певну кількість Мі-2 застосовували під час ліквідації наслідків катастрофи на Чорнобильській АЕС.

### Російсько-українська війна
На початку серпня 2022 року стало відомо, що для Збройних Сил України було придбано Мі-2AM-1 для евакуації тяжкопоранених з поля бою. На його придбання було витрачено 23,4 мільйона гривень зібраних від благодійників через платформу United24.
15 серпня 2022 року міністерство оборони Латвії повідомило про передачу Україні двох вертольотів Мі-2 та двох вертольотів Мі-17.

## Встановлені як пам'ятники
| Місцезнаходження                                             | Реестраційний номер | Фото                                |
| Музей авіації м. Конотоп                                     |                     | [недоступне посилання з липня 2019] |
| Спадщанський ліс — музей партизанської слави біля м. Путивль |                     | [недоступне посилання з липня 2019] |
| Музей дальньої авіації у м. Полтава                          |                     | [недоступне посилання з липня 2019] |
| Льотний коледж м. Кременчук                                  | UR-23535            | [недоступне посилання з липня 2019] |
| ------------------------------------------------------------ | ------------------- | ----------------------------------- |

## Країни-оператори Мі-2

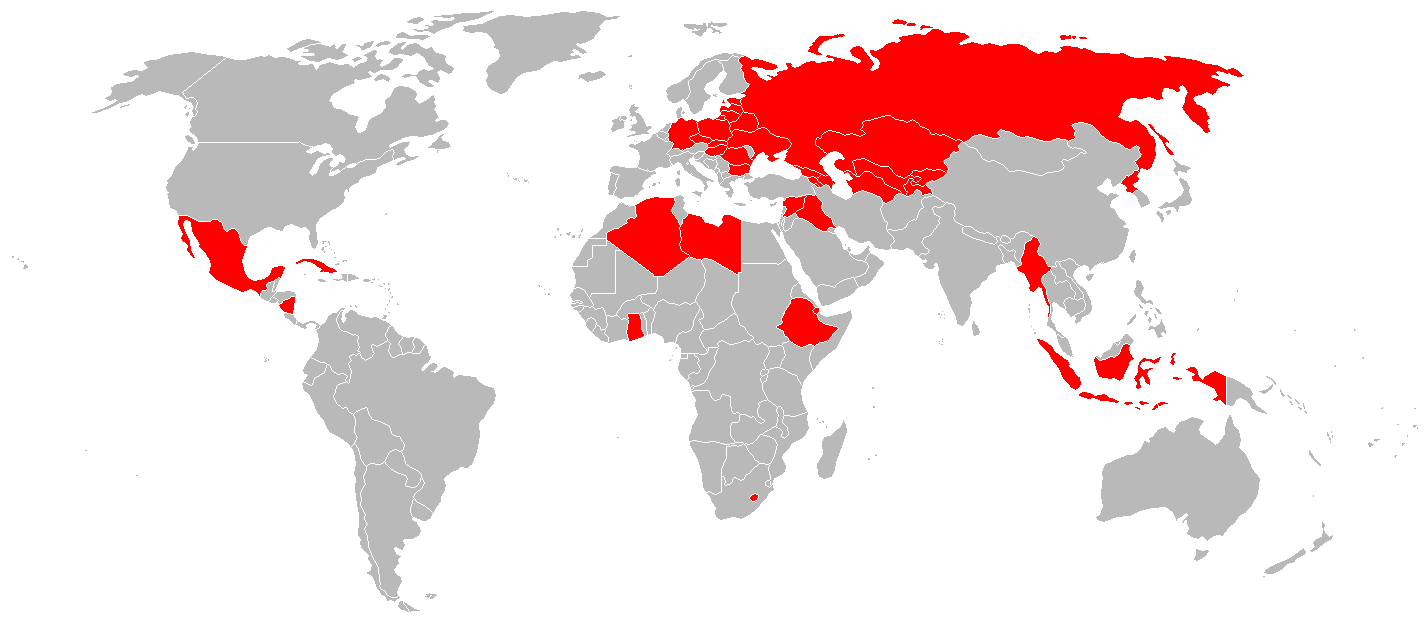
Карта країн-операторів Мі-2

| - Азербайджан - Албанія - Алжир - Афганістан - Білорусь - Болгарія - Вірменія — 9 військових Мі-2 - Гана - Грузія - Джибуті - Естонія - Ефіопія | - Індонезія - Ірак - Камбоджа - Куба - Латвія - Лесото - Литва - Ліван - Мексика - М'янма — 20 військових Мі-2 - Нікарагуа - Німеччина | - Перу — 6 військових Мі-2 - Північна Корея - Польща - Росія - Сирія - Словаччина - США ** - Угорщина - Україна - Чехія - Югославія |

## Цікаві факти
- На вертольоті Мі-2 були встановлені світові рекорди швидкості: на 100 км маршруті навесні 1963 року — 254 км/год, влітку 1965 — жіночий рекорд 269 км/год.
- Мі-2 — єдиний радянський вертоліт, який не вироблявся в СРСР[14].

## Мі-2 у кінофільмах
- У фільмі «Шпигунські ігри» Тоні Скотта екіпаж вертольоту заважає виконанню завдання головному героєві у виконанні Бреда Пітта.
- У комедії «Міміно» Валіко Котеєвич Мізандарі пілотував Мі-2.
- У фільмі «Тільки для ваших очей» генерал Гоголь прилітає на Мі-2.
- У кінофільмі «Темний світ» рятувальники МНС прилітають на Мі-2.
- У фантастичному фільмі «Важко бути богом» Мі-2 використовувався для ілюстрації дії в далекому майбутньому на іншій планеті Земля.
- У фільмі «Екіпаж» головний герой Валентин Ненароков літає на вертольоті Мі-2.
- У кінокомедії «Нові пригоди Доні і Міккі» дві мавпи (Доні та Міккі) пілотують сільськогосподарську модифікацію Мі-2.

## Аварії та катастофи
- 14 липня 2019 р. сталося падіння сільськогосподарського вертольоту Мі-2 поблизу с. Яблучне Великописарівського району Сумської області (Україна) під час обприскування полів, пілот — загинув[15].
- 22 жовтня 2024 року вертольот Мі-2 здійснив жорстку посадку в окрузі Бор Нижньогородської області (РФ). Постраждали п'ятеро людей, четверо з них було госпіталізовано у важкому стані[16].
- 26 жовтня 2024 року вертольот Мі-2 санітарної авіації розбився у Даровському районі Кіровської області (РФ). На борту були пілот і три медики. За даними МНС РФ, усі четверо — загинули[16].

## Галерея

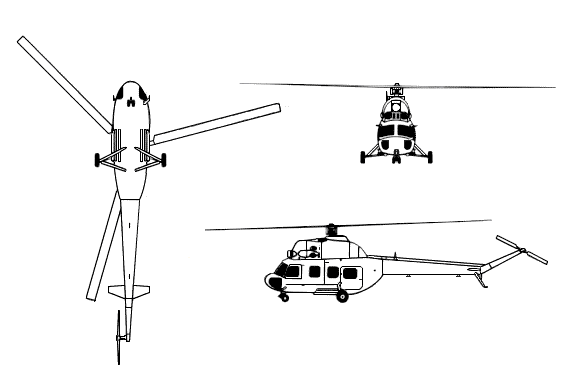
Мі-2 у трьох проєкціях
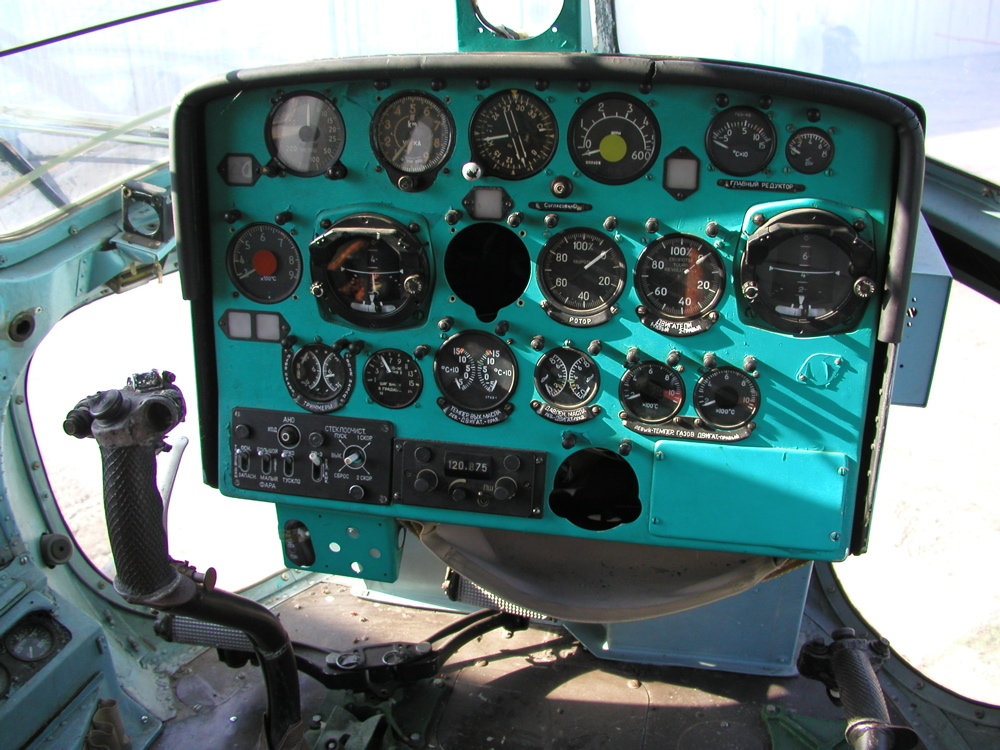
Дошка приладів Мі-2
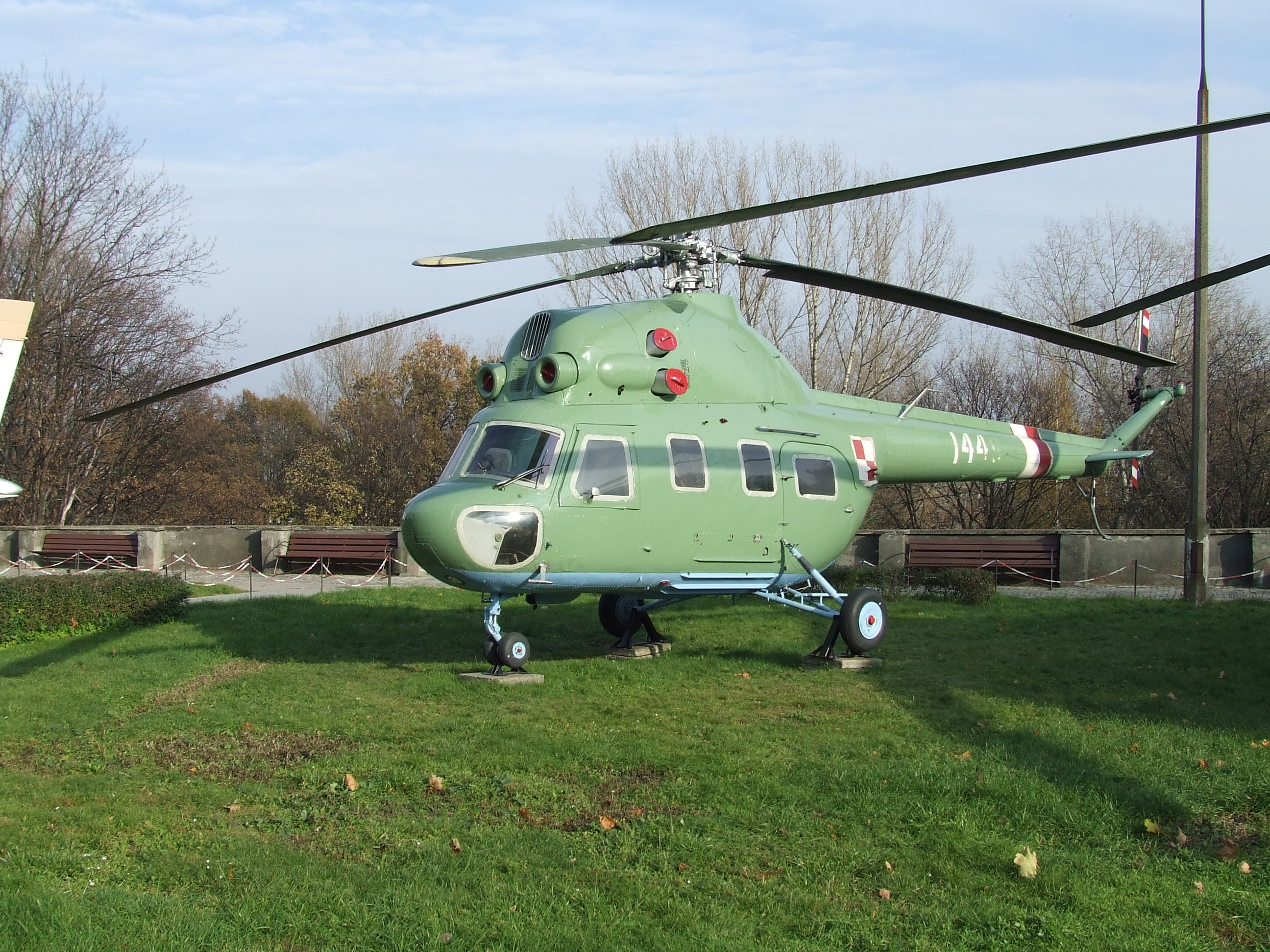
Вид з боку
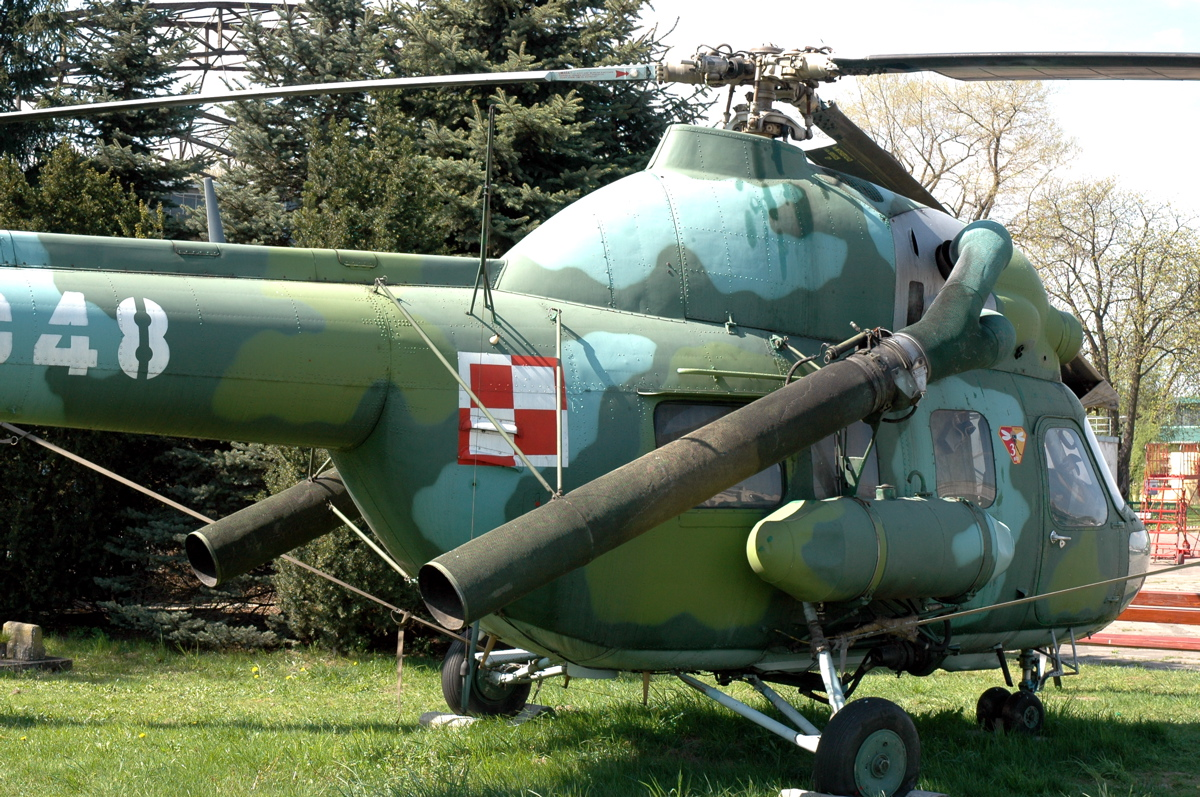
Вид з іншого боку (варіант Мі-2Х, Польща)
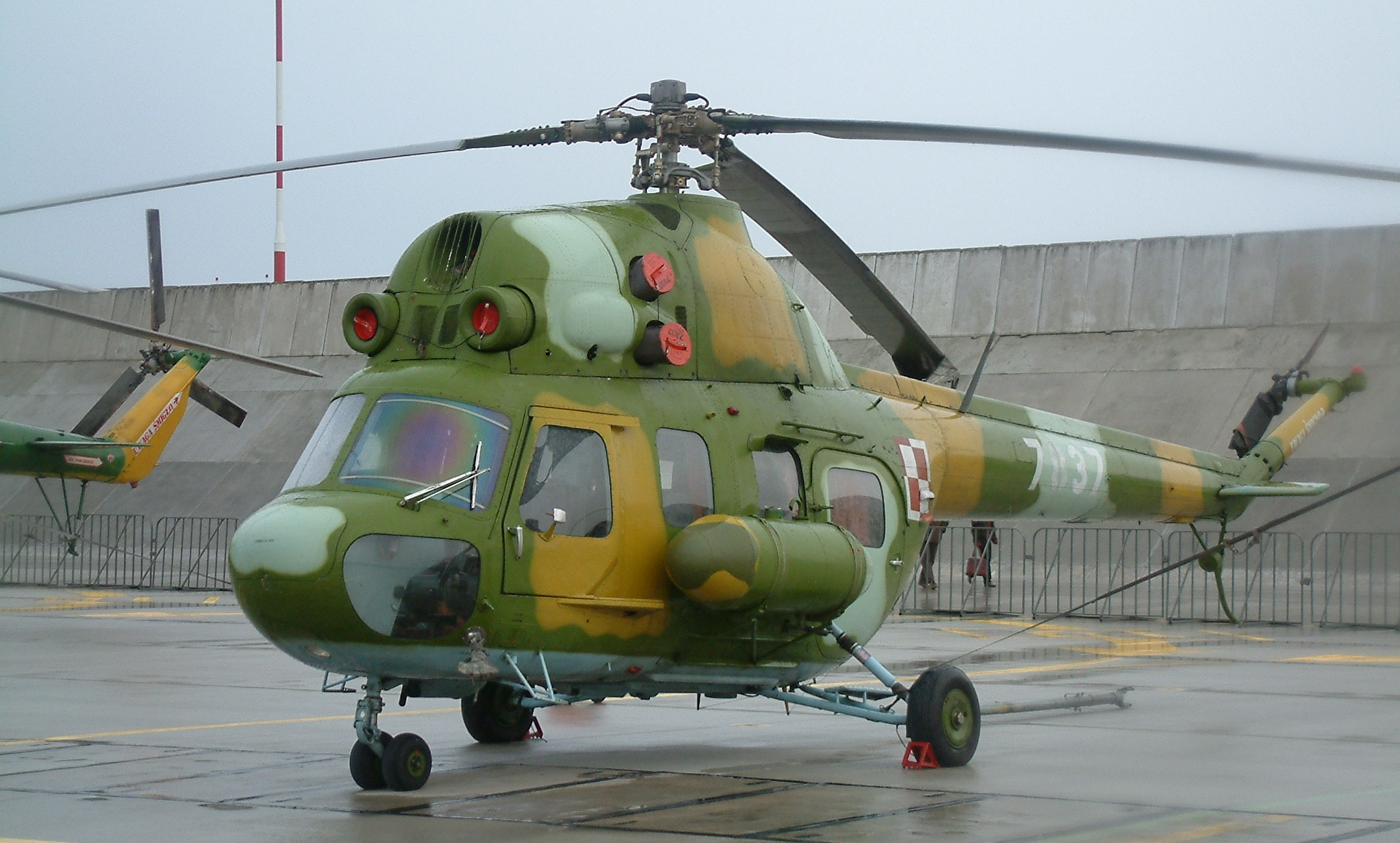
Мі-2 ВПС Польщі
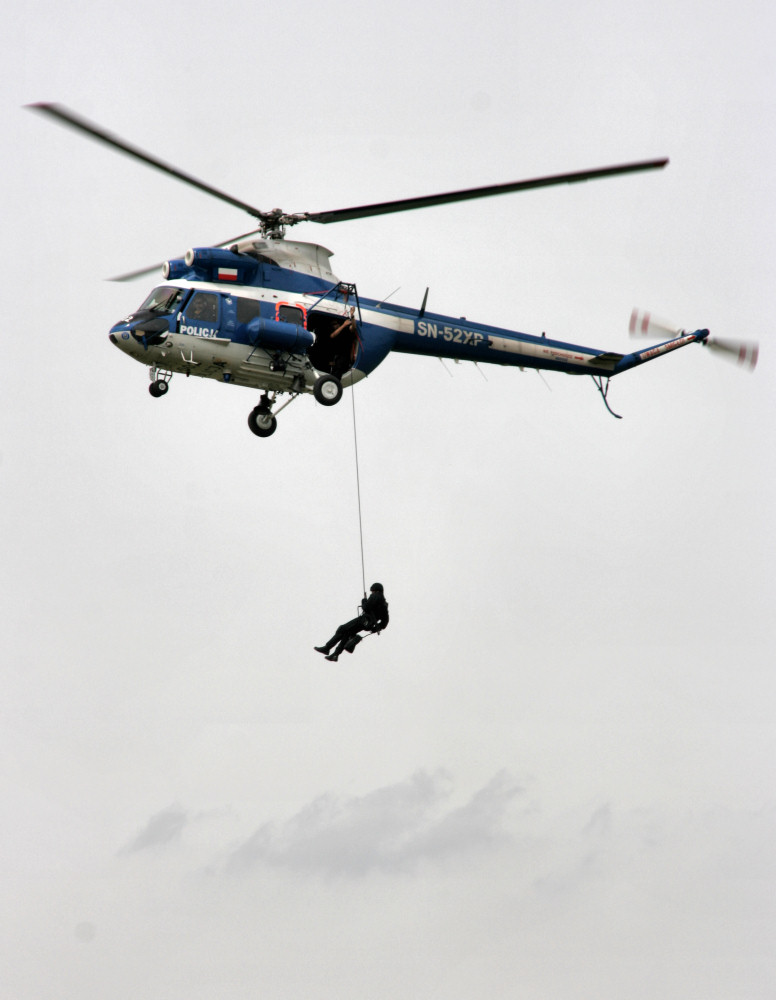
Рятування людини на підвісці (польська поліція, PZL Kania)
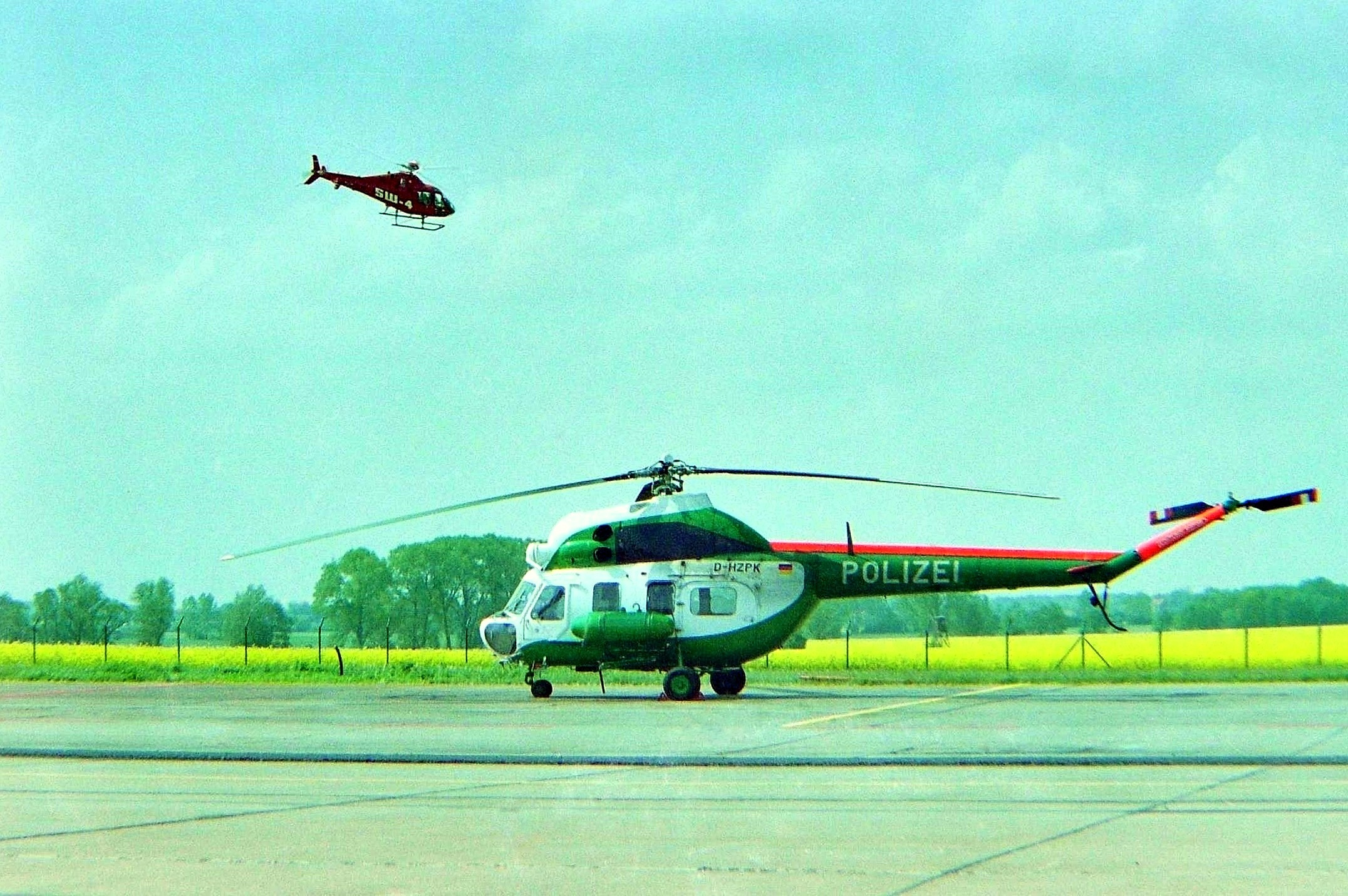
Мі-2 в німецькій поліції Polizei в м. Берлін (Schönefeld), 2002 р.
- Гелікоптерний конкурс у Польщі, Мі-2 - фільм